# Богосавац
Богосавац је насеље у Србији у општини Шабац у Мачванском округу. Према попису из 2022. било је 1.012 становника. Веће фамилије које живе у Богосавцу су: Срнић, Маринковић, Вучетић, Јованић (Иванић). Након Другог светског рата основан је фудбалски клуб „Слога“ који никада у својој историји није прекидао са радом, углавном се такмичећи у нижим општинским ранговима. Православна црква у Богосавцу изграђена је крајем осамдесетих година двадесетог века, прилозима мештана села, и посвећена је Блаженој Марији (Марија Магдалина). Становништво је православне вероисповести. Почетком Првог светског рата цивилно становништво је доста страдало, с обзиром да је село у близини Цера преко ког је дошао први налет окупатора у познатој Церској бици. У центру Богосавца налази се споменик Станиславу Сташку Сондермајеру, најмлађем хероју Церске битке.

## Галерија
- Дом културе
- Споменик поред Дома
- Споменик поред Дома
- Зграда школе
- Споменик НОБ-а

Према антропогеографским испитивањима 1947, 1948. и 1949. године “Шабачка Посавина и Поцерина“ Војислава С. Радовановића, о селу Богосавац и пореклу његовог становништва, речено је следеће:
Село се дели на три мале: Грабичка мала према Маовима, Преки шор према Шапцу, Бело Поље ка Белој Реци, са два дела: Бело Поље је према Џилитовачи, а Мало Бело Поље ка Старом Богосавцу, званом још и Амбарине: били Амбари на Старом Богосавцу, где било село пре Марка Штитарца.
У средини, на раскрсници све три мале је „Пијац”. Преслава сеоска Водена субота, прва по Васкрсу; овде скуп.
Пре шорења било је село „расељено” раштркано: Стари Богосавац и Кућишта на Збеговишту. Те две полутке чиниле село, па их Марко Штитарац ушорио.
Ту где је Кречковића имовина, на месту званом Рудо Поље, има Шанчина: Био брег метар и по висок, дуг десетак метара, широк 5–6 m, не памте од када. У атару Богосавца, на Бељевини, има такође Шанчина брег велики, зидан.
Гробље је до Преког шора, према Збеговишту, на Мутнику. И сад се познају кућишта на Збеговишту и на Старом Богосавцу. Кад су Турци били, ту су у луговима биле скривене куће.
Мутник се излива по пољу око корита по неколико стотина метара. „На Мутницима!” обе реке зову Мутник, и од Маова, и од Добрића (можда само неки!) Бунари дубоки 12 – 14 m у Грабичкој мали (жута, плава пепељуша, песак, шљунак).
Број становника 1065 а број домаћинстава 203 (1948).
Фамилије
Грабичка мала:
Ковачевићи (11 к., Степањдан). Ђурђев (Ђурађ) (54 год.) отац Миладин, деда Стеван; Љубишин (60 год.) отац Милан, деда Милован, прадеда Гига, његов отац или деда из Красаве, из Рађевине, овамо директно.
Мићановићи (1 к., Никољдан). Предрагов отац Будимир из Добрића, 1929. године, на женино имање.
Калајџићи (16 к., Јовањдан). Драгутинов (66 год.) отац Стојадин, деда Вук; Илијин (40 год.) отац Никола, деда Недељко; Живосавов (43 год.) отац Милорад, деда Марко; Недељков и Марков (они браћа од стричева) деда или прадеда Мила из Црниљева шабачког он дошао.
Димитријевићи (3 к., Мратиндан Стеван Дечански). Босанци пореклом, од пре 100 година.
Пантелић II Антоније (1 к., главна слава Ђурђевдан, Тривуњдан на материнство). Антонијев (37 год.) деда Јанко дошао, не зна се одакле.
Драјићи (1 к., Аранђеловдан). Пореклом из Босне, поповска кућа. Стеванов деда поп Стеван, његов отац или деда дошао.
Гаврићи (6 к., Јовањдан). Иста фамилија са Гавриловићима из Преког шора. Милосава Гаврића (48 год.) отац Живан, деда Никола звани Гага, прадеда Гавридо. Гаврило имао пет синова: Никола, Јован, Павле, Глиша и Макевија. Из Бајине Баште Гаврилов отац Тривун дошао од Турака су бежали у Равањ; овде није било никога, а добра земља. Прво се звали Тривуновићи, па после од Гаврила Гавриловићи, а од Гаге ова грана Гаврићи.
Павловићи (1 к., Ђурђиц). Непознато порекло, изумиру.
Кушаковићи (3 к., Лучиндан). Љубомиров (62 год.) отац Павле, деда Милинко, његов отац из Богатића (не знају да ли имају тамо фамилију).
Пантићи I (2 к., Јовањдан). Живанов отац Живојин. Непознато.
Ђукићи (1 к., Ђурђиц). Миливојев ђед Симеун овде рођен, одгојен у Дубљу, па се вратио на своје. Можда стари.
Вучетићи (10 к., Лучиндан). Војислављев (43 год.) отац Милован, деда Лука, прадеда Вучета. Били некада једна фамилија са Вучетићима у Рађевини и Јованићима. У Врбић (Рађевина) из Босне.
Исаиловићи (10 к., Јовањдан). 2 к. овде, 5 к. у Великом Белом Пољу, 3 к. у Малом Белом Пољу. Миладинов (59 год.) отац Маринко, деда Милован. Непознато порекло.
Коларићи (1 к., Ђурђиц). Чедин (43 год.) отац Сретен (крштен: Сретан), деда Јовица заробљен на Јавору 1876. био из Рађевине, он дошао.
Милутиновићи — Јозићи (4 к., Симеундан). 1 к. овде, 3 к. у Преком шору. Богданов отац Драгић, деда Јован Јоза. Непознато порекло.
Пајићи (13 к., Никољдан). Марков (45 год.) отац Јеремија, деда Стеван, прадеда Паја, чукундеда Марко. Паја дошао из Рађевине, тамо се звали Мркоњићи. Овде се презивали тако до пре 87 година. У Рађевину дошли из Лике. О д Пајића за време књаза Милоша или Михаила био нахијски кнез Мркоњић. Долазио код њега кнез Михаило.
Јевремовићи (2 к., Петковача). Из Грушића пре 20 година. Гурбети, котлари, ковачи. Говоре цигански.
Богдановић Душан (1 к., Аранђеловдан). Ове године (тј. 1948) из Мрђеновца дошао; тамо био две године, пре тога у Добрићу од 1939, пре тога у Шапцу од 1924. Тишлер (учио занат у Ваљеву) био све до доласка у Добрић, затим кафеџија, сад опет тишлер. Још у Мрђеновцу направио ваздушну централу сa 12 волти, пре две године; производи електричну струју помоћу акумулатора (до 5 сијалица).
Преки шор:
Гајичићи (1 к., Ђурђевдан). Паја, отац Милорада Гајичића из Дреновца, 1910, а деда из Босне.
Перићи (3 к., Никољдан). Цвејин (50 год.) отац Љубомир, деда Нинко, прадеда Петар он из Јадра, звао се Бајирчевић (четврто колено).
Антонићи (3 к., Лазаровдан). Мирослављев (25 год.) отац Милован, деда Милош, прадеда Јеремија Непознато.
Стевановићи (3 к., Никољдан). И они су били Тривуновићи, из Бајине Баште, род Гавриловићима и Гаврићима. Исто и Маринковићи (10 к., Никољдан). 9 к. овде, 1 к. у Грабичком шору. Николин (57 год.) отац Живан, деда Панта, прадеда Маринко он из Бајине Баште, брат Гаврилов.
Кузмановићи (1 к., Јовањдан). Живков (26 год.) отац Обрен, деда Обрад, прадеда Павле он од Ужица доселио.
Јеремићи (5 к., Никољдан). Са Пантелићима I били једна кућа. Милутинов (36 год.) отац Живан, деда Савко, прадеда Јоца, чукундеда Јеремија. Непознато.
Гавриловићи (6 к., Јовањдан). Радојев (72 год.) отац Макевија, деда Гаврило он доселио из Бајине Баште.
Пантићи II — Гарибовићи (3 к., Никољдан). Ранисављев (60 год.) отац Милан, деда Гариб. Непознато.
Цвејићи (2 к., Јовањдан). Непознато.
Јованићи (18к., Лучиндан). Живанов (45 год.) отац Милинко, деда Владимир, прадеда Јован.Пореклом из Лике.
Аџамовићи (1 к., Аранђеловдан). Из Богатића пре 60 година, као слуга.
Митровићи (3 к., Лазаровдан). Милутинов (32 год.) отац Милан, деда Максим, прадеда Матија. Непознато порекло.
Максимовићи (3 к., Никољдан). Босанци пореклом, пре 100 година.
Бобићи (1 к., Никољдан). Из Лешнице Мачванске пре 25 година Марко дошао, купио имање овде. Пореклом из Босне, од Босанске Крајине, пре 100 година.
Јосиповић Роса (1 к., Никољдан). Она из мачванског Белотића била удата за Добросава Пантелића, 1918, па се развела пре 12 година и отишла на очино имање до окна.
Николићи (2 к., Аранђеловдан). Из Матијевца, пре 25 година. Ковачи са покретним мешинама, а и земљорадници, добили и земљу. Прави цигански говор. Мало увучени са пута.
Велико Бело Поље:
Петровићи – Ликићи (4 к., Јовањдан). Драгомиров (66 год.) отац Јован, деда Живко, прадеда Петар звани Ћора, чукундеда Љига он из Лике дошао (по томе Ликићи). Побегао из Лике. И данас стоје бисаге округле, у њима Љига носио пиштоље (бисаге чува још Жарко, брат Драгомиров).
Срнићи (27 к., Ђурђведан). У Великом Белом Пољу 14 к., у Малом Белом Пољу 13 к. Миланов (57 год.) отац Манојло, деда Ђурађ. Непознато порекло. Има их у Срему, одавде 1813. године прешли. Има их и у Шапцу, у Болничком шору.
Ђурђевићи (1 к., Игњатија). Миодрагов (47 год.) отац Драгић, деда Милан, прадеда Вук. Староседеоци, били ту кад се село насељавало.
Мандићи (2 к., Андријовдан). Љубишин (65 год.) отац Милентије, деда Бранко он из Црниљева шабачког, а тамо раније из Босне, у доба устанка.
Стојадиновићи – Пожаревци (1 к., Аранђеловдан). Живко од пре 20 година, од Пожаревца.
Јевтићи (5 к., Никољдан). 3 к. у Великом, 2 к. у Малом Белом Пољу. Војислављев (43 год.) отац Пантелија, деда Марко, прадеда Јевта доселио се из Галиције, „протерани отуд”, Срби били.
Мало Бело Поље:
Гајићи (1 к., Јовањдан). Будимиров (38 год.) отац Драги, деда Василије он из Босне.
Пандуровићи (1 к., Марковдан). Милан из Беле Реке од тамошњих Пандуровића, пре : 25 година. Довела га мајка у фамилију Аничића (пок. Добросава), чији дед из Босне.
Јанковићи (1 к., Тривуњдан очева слава, а на имање овде Ђурђевдан). Божидар (погинуо 1941) из Црнобарског Салаша 1920. дошао.
ИЗВОР: Војислав С. Радовановић, ШАБАЧКА ПОСАВИНА И ПОЦЕРИНА – Антропогеографска испитивања; из теренских бележница грађу приредила МИЉАНА РАДОВАНОВИЋ, 1994. (стране 319-322), приредио сарадник портала ПОРЕКЛО Војислав Ананић

## Демографија
У насељу Богосавац живи 935 пунолетних становника, а просечна старост становништва износи 39,9 година (38,4 код мушкараца и 41,3 код жена). У насељу има 333 домаћинства, а просечан број чланова по домаћинству је 3,48.
Ово насеље је великим делом насељено Србима (према попису из 2002. године).
|  |

| Демографија | Демографија | Демографија |
| Година      | Становника  | Становника  |
| ----------- | ----------- | ----------- |
| 1948.       | 1.065       |             |
| 1953.       | 1.187       |             |
| 1961.       | 1.181       |             |
| 1971.       | 1.146       |             |
| 1981.       | 1.191       |             |
| 1991.       | 1.219       | 1.170       |
| 2002.       | 1.159       | 1.227       |

| Етнички састав према попису из 2002.‍ | Етнички састав према попису из 2002.‍ | Етнички састав према попису из 2002.‍ | Етнички састав према попису из 2002.‍ | Етнички састав према попису из 2002.‍ |
| ------------------------------------ | ------------------------------------ | ------------------------------------ | ------------------------------------ | ------------------------------------ |
|                                      |                                      |                                      |                                      |                                      |
| Срби                                 | Срби                                 |                                      | 1.148                                | 99,05%                               |
| Црногорци                            | Црногорци                            |                                      | 2                                    | 0,17%                                |
| Хрвати                               | Хрвати                               |                                      | 1                                    | 0,08%                                |
| Украјинци                            | Украјинци                            |                                      | 1                                    | 0,08%                                |
| Словаци                              | Словаци                              |                                      | 1                                    | 0,08%                                |
| непознато                            | непознато                            |                                      | 3                                    | 0,25%                                |

| Година пописа     | 1948. | 1953. | 1961. | 1971. | 1981. | 1991. | 2002. |
| ----------------- | ----- | ----- | ----- | ----- | ----- | ----- | ----- |
| Број домаћинстава | 203   | 224   | 267   | 272   | 301   | 328   | 333   |

| Број чланова      | 1  | 2  | 3  | 4  | 5  | 6  | 7  | 8 | 9 | 10 и више | Просек |
| ----------------- | -- | -- | -- | -- | -- | -- | -- | - | - | --------- | ------ |
| Број домаћинстава | 42 | 74 | 62 | 58 | 56 | 25 | 11 | 3 | 1 | 1         | 3,48   |

| Пол    | Укупно | Неожењен/Неудата | Ожењен/Удата | Удовац/Удовица | Разведен/Разведена | Непознато |
| ------ | ------ | ---------------- | ------------ | -------------- | ------------------ | --------- |
| Мушки  | 491    | 165              | 288          | 28             | 8                  | 2         |
| Женски | 494    | 96               | 291          | 94             | 11                 | 2         |
| УКУПНО | 985    | 261              | 579          | 122            | 19                 | 4         |

| Пол    | Укупно                    | Пољопривреда, лов и шумарство | Рибарство                            | Вађење руде и камена | Прерађивачка индустрија       |
| ------ | ------------------------- | ----------------------------- | ------------------------------------ | -------------------- | ----------------------------- |
| Мушки  | 283                       | 153                           | 0                                    | 1                    | 46                            |
| Женски | 152                       | 96                            | 0                                    | 0                    | 8                             |
| УКУПНО | 435                       | 249                           | 0                                    | 1                    | 54                            |
| Пол    | Производња и снабдевање   | Грађевинарство                | Трговина                             | Хотели и ресторани   | Саобраћај, складиштење и везе |
| Мушки  | 5                         | 21                            | 11                                   | 1                    | 11                            |
| Женски | 0                         | 1                             | 16                                   | 5                    | 0                             |
| УКУПНО | 5                         | 22                            | 27                                   | 6                    | 11                            |
| Пол    | Финансијско посредовање   | Некретнине                    | Државна управа и одбрана             | Образовање           | Здравствени и социјални рад   |
| Мушки  | 0                         | 4                             | 11                                   | 4                    | 5                             |
| Женски | 0                         | 2                             | 2                                    | 5                    | 12                            |
| УКУПНО | 0                         | 6                             | 13                                   | 9                    | 17                            |
| Пол    | Остале услужне активности | Приватна домаћинства          | Екстериторијалне организације и тела | Непознато            | Непознато                     |
| Мушки  | 4                         | 0                             | 0                                    | 6                    | 6                             |
| Женски | 0                         | 0                             | 0                                    | 5                    | 5                             |
| УКУПНО | 4                         | 0                             | 0                                    | 11                   | 11                            |